# Collegio elettorale di Morbegno (Camera dei deputati)
Il collegio di Morbegno fu un collegio elettorale uninominale della Repubblica Italiana per l'elezione della Camera dei deputati. Apparteneva alla circoscrizione Lombardia 2 e fu utilizzato per eleggere un deputato nella XII, XIII e XIV legislatura.
Venne istituito nel 1993 con la cosiddetta Legge Mattarella (Legge n. 277, Nuove norme per l'elezione della Camera dei deputati), attuata in seguito al referendum abrogativo del 1993. La legge istituì per la Camera dei deputati e per il Senato della Repubblica un sistema di elezione misto, in parte maggioritario e in parte proporzionale. Il 75% dei parlamentari dell'assemblea veniva eletto in collegi uninominali tramite sistema maggioritario a turno unico; il restante 25% alla Camera veniva eletto tramite sistema proporzionale con liste bloccate.
Il collegio venne abolito insieme a tutti gli altri che costituivano la Camera con la promulgazione della legge elettorale successiva, la cosiddetta Legge Calderoli. Questa prevedeva un sistema proporzionale con premio di maggioranza, che alla Camera veniva attribuito a livello nazionale.

## Territorio
Il collegio di Morbegno era uno dei 74 collegi uninominali in cui era suddivisa la Lombardia e, come previsto dal D.Lgs. del 20 dicembre 1993 n. 536, era compreso nelle province di Como, Lecco e Sondrio e comprendeva i seguenti comuni: Albaredo per San Marco, Andalo Valtellino, Bellano, Bema, Bene Lario, Campodolcino, Carlazzo, Casargo, Cavargna, Cercino, Chiavenna, Cino, Civo, Colico, Colonno, Consiglio di Rumo, Corrido, Cortenova, Cosio Valtellino, Crandola Valsassina, Cremia, Cusino, Dazio, Delebio, Dervio, Domaso, Dongo, Dorio, Dosso del Liro, Dubino, Esino Lario, Garzeno, Gera Lario, Germasino, Gerola Alta, Gordona, Grandola ed Uniti, Gravedona, Griante, Introbio, Introzzo, Lenno, Livo, Madesimo, Mantello, Margno, Mello, Menaggio, Menarola, Mese, Mezzegra, Montemezzo, Morbegno, Musso, Novate Mezzola, Ossuccio, Pagnona, Parlasco, Pedesina, Peglio, Perledo, Pianello del Lario, Piantedo, Piuro, Plesio, Porlezza, Prata Camportaccio, Premana, Primaluna, Rasura, Rogolo, Sala Comacina, Samolaco, San Bartolomeo Val Cavargna, San Giacomo Filippo, San Nazzaro Val Cavargna, San Siro, Sorico, Stazzona, Sueglio, Taceno, Talamona, Tartano, Traona, Tremenico, Tremezzo, Trezzone, Val Rezzo, Valsolda, Varenna, Vendrogno, Vercana, Verceia, Vestreno e Villa di Chiavenna.

## Eletti
| Elezione | Elezione | Deputato     | Partito                 |
| -------- | -------- | ------------ | ----------------------- |
|          | 1994     | Paolo Oberti | Polo delle Libertà (FI) |
|          | 1996     | Ugo Parolo   | Lega Nord               |
|          | 2001     | Ugo Parolo   | Casa delle Libertà (LN) |

## Dati elettorali

### XII legislatura

#### Risultati proporzionale
| Coalizioni        | Coalizioni           | Liste                           | Liste                              | Voti   | %     |
| ----------------- | -------------------- | ------------------------------- | ---------------------------------- | ------ | ----- |
|                   | Polo delle Libertà   |                                 | Lega Nord                          | 30.986 | 33,64 |
|                   | Polo delle Libertà   | Forza Italia                    | 22.706                             | 24,65  |       |
| Totale Coalizione | Totale Coalizione    | 53.692                          | 58,29                              |        |       |
|                   | Patto per l'Italia   |                                 | Partito Popolare Italiano          | 10.148 | 11,02 |
|                   | Patto per l'Italia   | Patto Segni                     | 5.873                              | 6,38   |       |
| Totale coalizione | Totale coalizione    | 16.021                          | 17,40                              |        |       |
|                   | Progressisti         |                                 | Partito Democratico della Sinistra | 4.566  | 4,96  |
|                   | Progressisti         | Rifondazione Comunista          | 3.635                              | 3,95   |       |
|                   | Progressisti         | Federazione dei Verdi           | 1.746                              | 2,17   |       |
|                   | Progressisti         | Partito Socialista Italiano     | 1.398                              | 1,52   |       |
|                   | Progressisti         | La Rete - Movimento Democratico | 746                                | 0,81   |       |
| Totale coalizione | Totale coalizione    | 10.491                          | 13,41                              |        |       |
|                   | Lega Alpina Lumbarda | Lega Alpina Lumbarda            | Lega Alpina Lumbarda               | 4.313  | 4,68  |
|                   | Alleanza Nazionale   | Alleanza Nazionale              | Alleanza Nazionale                 | 3.445  | 3,74  |
|                   | Lista Pannella       | Lista Pannella                  | Lista Pannella                     | 2.820  | 3,06  |
| Totale            | Totale               | Totale                          | Totale                             | 92.115 |       |

#### Risultati uninominale
|                               | Paolo Oberti ✔️ Eletto | Polo delle Libertà (FI - LN - CCD - UDC) | 57 687 | 62,84 |  |  |  |  |  |
|                               | Arturo Succetti        | Patto per l'Italia                       | 17 707 | 19,29 |  |  |  |  |  |
|                               | Giancarlo Pedroncelli  | Progressisti                             | 12 484 | 13,60 |  |  |  |  |  |
|                               | Stefano Scarsella      | Alleanza Nazionale                       | 3 925  | 4,28  |  |  |  |  |  |
| Totale                        | Totale                 | Totale                                   | 91 803 | 100   |  |  |  |  |  |
|                               |                        |                                          |        |       |  |  |  |  |  |
| Fonte: Ministero dell'interno |                        |                                          |        |       |  |  |  |  |  |

### XIII legislatura

#### Risultati proporzionale
| Coalizioni        | Coalizioni                         | Liste                              | Liste                                     | Voti   | %     |
| ----------------- | ---------------------------------- | ---------------------------------- | ----------------------------------------- | ------ | ----- |
|                   | Lega Nord                          | Lega Nord                          | Lega Nord                                 | 39.267 | 43,87 |
|                   | Polo per le Libertà                |                                    | Forza Italia                              | 18.995 | 21,22 |
|                   | Polo per le Libertà                | Alleanza Nazionale                 | 4.792                                     | 5,35   |       |
|                   | Polo per le Libertà                | CCD-CDU                            | 4.329                                     | 4,84   |       |
| Totale coalizione | Totale coalizione                  | 28.116                             | 31,41                                     |        |       |
|                   | L'Ulivo                            |                                    | Popolari per Prodi (PPI-SVP-PRI-UD-Prodi) | 5.840  | 6,52  |
|                   | L'Ulivo                            | Partito Democratico della Sinistra | 5.180                                     | 5,79   |       |
|                   | L'Ulivo                            | Rinnovamento Italiano              | 3.995                                     | 4,46   |       |
|                   | L'Ulivo                            | Federazione dei Verdi              | 1.413                                     | 1,58   |       |
| Totale coalizione | Totale coalizione                  | 16.428                             | 18,35                                     |        |       |
|                   | Progressisti                       |                                    | Rifondazione Comunista                    | 3.420  | 3,82  |
|                   | Lista Pannella - Sgarbi            | Lista Pannella - Sgarbi            | Lista Pannella - Sgarbi                   | 1.632  | 1,82  |
|                   | Movimento Sociale Fiamma Tricolore | Movimento Sociale Fiamma Tricolore | Movimento Sociale Fiamma Tricolore        | 640    | 0,72  |
| Totale            | Totale                             | Totale                             | Totale                                    | 89.503 |       |

#### Risultati uninominale
|                               | Ugo Parolo ✔️ Eletto      | Lega Nord           | 39 301 | 43,65 |  |  |  |  |  |
|                               | Francesco Valsecchi       | Polo per le Libertà | 26 611 | 29,55 |  |  |  |  |  |
|                               | Riccardo Angelo Tanghetti | L'Ulivo             | 21 500 | 23,88 |  |  |  |  |  |
|                               | Alberto Botta             | Fiamma Tricolore    | 2 629  | 2,92  |  |  |  |  |  |
| Totale                        | Totale                    | Totale              | 90 041 | 100   |  |  |  |  |  |
|                               |                           |                     |        |       |  |  |  |  |  |
| Fonte: Ministero dell'interno |                           |                     |        |       |  |  |  |  |  |

### XIV legislatura

#### Risultati proporzionale
| Coalizioni        | Coalizioni              | Liste                   | Liste                                 | Voti   | %     |
| ----------------- | ----------------------- | ----------------------- | ------------------------------------- | ------ | ----- |
|                   | Casa delle Libertà      |                         | Forza Italia                          | 30.017 | 34,85 |
|                   | Casa delle Libertà      | Lega Nord               | 19.898                                | 23,18  |       |
|                   | Casa delle Libertà      | Alleanza Nazionale      | 4.760                                 | 5,53   |       |
|                   | Casa delle Libertà      | CCD-CDU                 | 1.628                                 | 1,89   |       |
|                   | Casa delle Libertà      | Nuovo PSI               | 452                                   | 0,52   |       |
| Totale coalizione | Totale coalizione       | 56.775                  | 65,97                                 |        |       |
|                   | L'Ulivo                 |                         | La Margherita (Dem - PPI - RI- UDEUR) | 12.968 | 15,05 |
|                   | L'Ulivo                 | Democratici di Sinistra | 3.607                                 | 4,19   |       |
|                   | L'Ulivo                 | Il Girasole (FdV - SDI) | 1.192                                 | 1,38   |       |
|                   | L'Ulivo                 | Comunisti Italiani      | 967                                   | 1,12   |       |
| Totale coalizione | Totale coalizione       | 18.734                  | 21,74                                 |        |       |
|                   | Lista Di Pietro         | Lista Di Pietro         | Lista Di Pietro                       | 2.878  | 3,34  |
|                   | Rifondazione Comunista  | Rifondazione Comunista  | Rifondazione Comunista                | 2.566  | 2,98  |
|                   | Lista Pannella - Bonino | Lista Pannella - Bonino | Lista Pannella - Bonino               | 2.333  | 2,71  |
|                   | Democrazia Europea      | Democrazia Europea      | Democrazia Europea                    | 1.628  | 1,89  |
|                   | Partito Pensionati      | Partito Pensionati      | Partito Pensionati                    | 964    | 1,12  |
|                   | Fiamma Tricolore        | Fiamma Tricolore        | Fiamma Tricolore                      | 478    | 0,55  |
|                   | Libdem. Basta           | Libdem. Basta           | Libdem. Basta                         | 174    | 0,20  |
|                   | Abolizione scorporo     | Abolizione scorporo     | Abolizione scorporo                   | 40     | 0,05  |
| Totale            | Totale                  | Totale                  | Totale                                | 86.143 |       |

#### Risultati uninominale
|                               | Ugo Parolo ✔️ Eletto | Casa delle Libertà | 51 510 | 59,69 |  |  |  |  |  |
|                               | Mauro Del Barba      | L'Ulivo            | 26 067 | 30,20 |  |  |  |  |  |
|                               | Adolfo Ciampitti     | Lista Di Pietro    | 3 217  | 3,73  |  |  |  |  |  |
|                               | Giovanni Sansi       | Lista Emma Bonino  | 2 928  | 3,39  |  |  |  |  |  |
|                               | Paolo Bettiga        | Democrazia Europea | 2 581  | 2,99  |  |  |  |  |  |
| Totale                        | Totale               | Totale             | 86 303 | 100   |  |  |  |  |  |
|                               |                      |                    |        |       |  |  |  |  |  |
| Fonte: Ministero dell'interno |                      |                    |        |       |  |  |  |  |  |